# Ogden/Weber Municipal Building
El Ogden/Weber Municipal Building es un edificio situado en Ogden, en el estado de Utah (Estados Unidos). Se encuentra en 2541 Washington Blvd y se construyó en 1938-1940. De estilo art déco, fue incluido en el Registro Nacional de Lugares Históricos en 1983.
El proyecto fue financiado por la Public Works Administration diseñado por los arquitectos Hodgson y McClenahan. Fue  construido por George A. Whitmeyer & Sons. Sus principales materiales son ladrillos de colores cálidos y terracota vidriada.